# Peter Demmer
Peter Demmer (* 1960 in Saarlouis-Roden) ist ein deutscher Politiker (SPD). Er war von 2017 bis 2024 Oberbürgermeister der saarländischen Stadt Saarlouis.

## Leben
Peter Demmer besuchte bis 1975 das Gymnasium Dillingen, das spätere Albert-Schweitzer-Gymnasium, in Dillingen/Saar, danach absolvierte er die Handelsschule KBBZ in Saarlouis. Bei der DSD Dillinger Stahlbau machte er eine Ausbildung zum Industriekaufmann.
Von 1979 bis 2017 war er bei der Polizei tätig, dabei von 1982 bis 2014 bei der Polizeiinspektion Saarlouis. Von dort wechselte er zur Kriminalpolizeiinspektion Saarbrücken.
Peter Demmer ist verheiratet und hat zwei Söhne.

## Politischer Werdegang

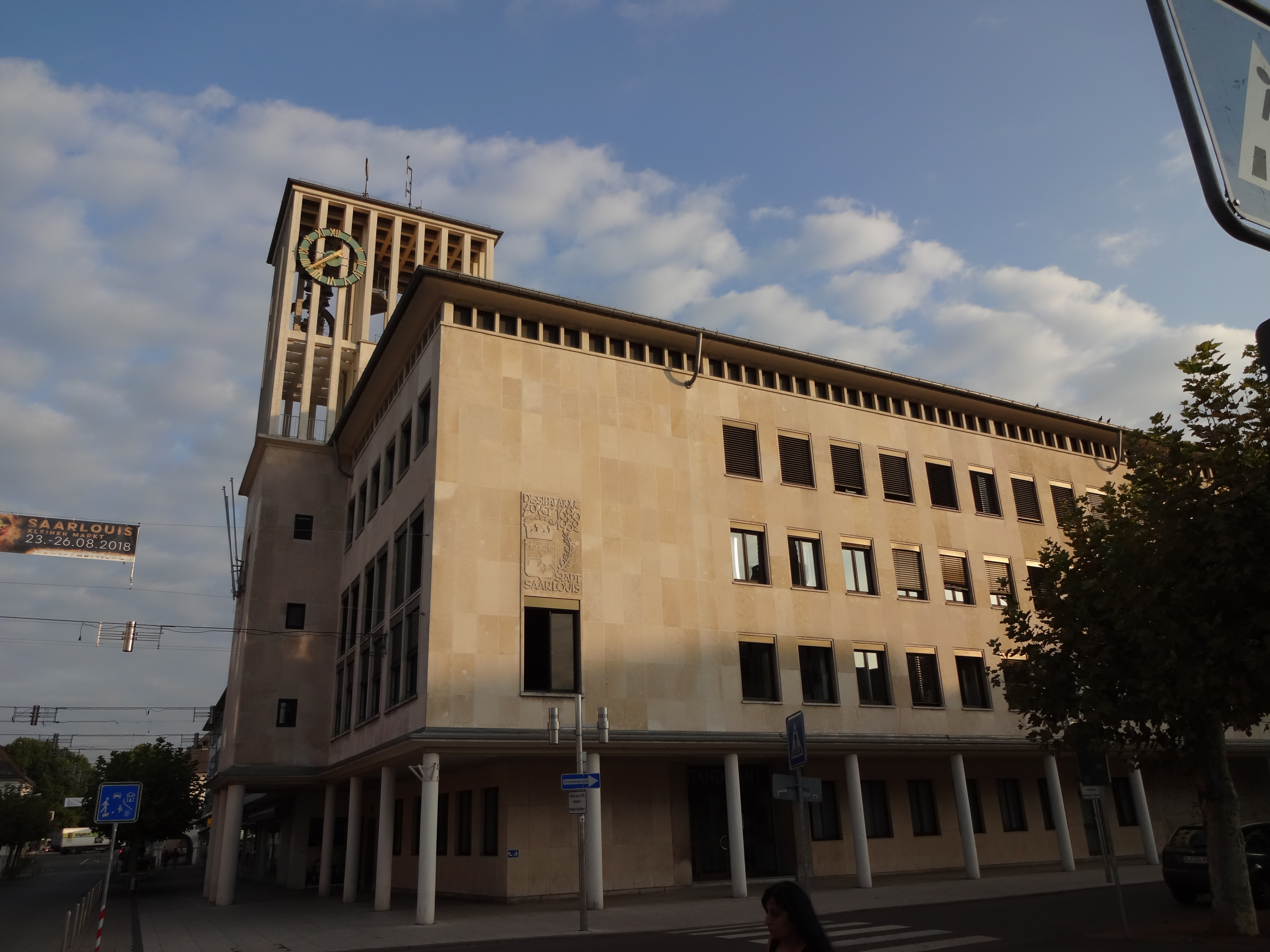
Das Rathaus von Saarlouis (2018)

Mitglied der SPD wurde er 1993. Vor allem war er im Ortsverein Roden aktiv, von 2005 bis 2017 war er Vorsitzender des Ortsvereins. Im Stadtrat von Saarlouis saß er seit 1999, seit 2011 als Fraktionsvorsitzender.
Für die Oberbürgermeisterwahl 2017 in Saarlouis stellte ihn die SPD Saarlouis im September 2016 auf. In einer Stichwahl gewann er die Oberbürgermeisterwahl mit 56,06 Prozent der gültigen Stimmen bei einer Wahlbeteiligung von 43,47 Prozent. Im ersten Wahlgang hatte Peter Demmer mit 46,1 Prozent der gültigen Stimmen geführt. Er trat die Nachfolge von Roland Henz (SPD) an, der während seiner Amtszeit gestorben war. Bei der Oberbürgermeisterwahl 2024 trat er nicht mehr an. Sein Nachfolger in Saarlouis wurde Marc Speicher (CDU).
Peter Demmer ist Vorsitzender des Entsorgungsverbands Saar.

## Auszeichnungen
- 2022: Tonton-Preis[3]